# Alpi Grigionesi
Le Alpi Grigionesi (in tedesco Bündner Alpen) costituiscono la parte della catena alpina che si trova nel Canton Grigioni (Svizzera). La vetta più alta è il Pizzo Bernina (4.049 m).

## Classificazione e suddivisione
Secondo la classificazione del Club Alpino Svizzero le Alpi Grigionesi formano una delle cinque sezioni in cui sono suddivise le Alpi svizzere.
Vengono inoltre suddivise nei seguenti 10 raggruppamenti:
- Alpi del Tamina e Alpi del Plessur
- Oberland grigionese e Monti della valle del Reno
- Monti di Avers
- Monti meridionali della Val Bregaglia
- Gruppo del Bernina
- Alpi dell'Albula
- Catena del Reticone
- Gruppo del Silvretta e Gruppo del Samnaun
- Alpi della Val Monastero (Sesvenna e Umbrail)
- Alpi di Livigno (Media Engadina-Val Poschiavo)

Secondo la SOIUSA ed altre classificazioni alpine le Alpi Grigionesi sono in parte racchiuse nelle Alpi Occidentali ed in parte in quelle Orientali.
In particolare, secondo le definizioni della SOIUSA, le sezioni e sottosezioni che interessano il Canton Grigioni sono:
- Alpi Lepontine (Alpi del Monte Leone e del San Gottardo e Alpi dell'Adula)
- Alpi Glaronesi (Alpi Urano-Glaronesi e Alpi Glaronesi in senso stretto)
- Alpi Retiche occidentali (Alpi del Platta, Alpi dell'Albula, Alpi del Bernina, Alpi di Livigno, Alpi della Val Müstair, Alpi del Silvretta, del Samnaun e del Verwall, Alpi del Plessur, Catena del Rätikon).